# Qualità totale
La Qualità totale (in inglese total quality management) è un modello organizzativo adottato da tutte le aziende leader mondiali e rappresenta una svolta importante nella gestione della qualità. Il termine "Qualità totale" deriva in realtà da una errata traduzione dell'inglese "Total quality management": tale locuzione sarebbe da tradurre come 'Gestione totale della qualità' (ovvero la qualità va tenuta in considerazione in ognuno dei suoi molteplici aspetti) e non 'Gestione della qualità totale', che di per sé non ha significato. Tuttavia tale espressione è ormai invalsa nell'uso quotidiano.

## Descrizione
Secondo questo approccio, nato in Giappone e diffuso negli Stati Uniti verso gli anni Cinquanta, tutta l'impresa deve essere coinvolta nel raggiungimento dell'obiettivo (mission). Ciò comporta anche il coinvolgimento e la mobilitazione dei dipendenti e la riduzione degli sprechi in un'ottica di ottimizzazione degli sforzi.

Successivamente, a partire dal 1987, sono state emanate delle norme volontarie mirate a fissare per le organizzazioni i requisiti necessari verso un approccio alla qualità (approccio che, comunque, rimane secondo la maggioranza delle interpretazioni e soprattutto delle applicazioni distante da quello previsto dal TQM).
Nella norma UNI EN ISO 9004:2000 (e 9001:2008) sono stati definiti gli otto principi di gestione per la qualità:
1. Orientamento al cliente
2. Leadership
3. Coinvolgimento del personale
4. Approccio per processi
5. Approccio sistemico alla gestione
6. Miglioramento continuo tramite: aggiornamento, rapporto di ascolto con il cliente, apporto di piccoli miglioramenti ovunque sia possibile, controllo dei processi, innovazione.
7. Decisioni basate sui dati di fatto: analisi vendite, statistiche e analisi di marketing, feedback dai clienti, indicatori macro e micro economici.
8. Rapporti di reciproco beneficio coi fornitori.

Secondo un punto di vista tradizionale, per raggiungere un'alta qualità si devono sostenere forti costi di produzione. Questa posizione non è invece più valida secondo i due punti di vista:
1. Perché il concetto di qualità va definito in base a ciò che vuole e che si aspetta il cliente. La soddisfazione del cliente è l'obiettivo che è alla base del movimento per la qualità totale;
2. Oggi molte imprese scoprono di competere sia sul prezzo che sulla qualità. I clienti si aspettano determinati livelli di qualità a un prezzo competitivo, oltre a certi requisiti di fornitura.

Non si tratta solo di valutare quanto costa fare Qualità, ma anche quanto costa non farlo, in termini di efficienza organizzativa, di soddisfazione del cliente e quindi di maggiore o minore competitività.
Oggi un'azienda costruisce un vantaggio competitivo sulla concorrenza in base a un approccio globale e coerente che interessa tutte le funzioni aziendali; una strategia improntata alla Qualità totale ha come obiettivo la soddisfazione di tutte le parti interessate (clienti, fornitori e parti sociali, maestranze, management e azionisti). L'output aziendale non è più solo il prodotto/servizio: l'azienda produce qualità.
Un'azienda che intraprende la strada della Qualità totale ha davanti a sé due possibilità di scelta: modificare i sistemi oppure modificare la cultura. L'intervento sui sistemi implica il rispetto dei requisiti fissati dallo standard ISO 9000, attraverso documentazione sistematica e monitoraggio continuo. 
L'intervento sulla cultura implica invece la definizione di una "missione aziendale" e di alcuni "valori guida", che stimolino un atteggiamento nuovo verso il lavoro e verso i clienti, in altre parole di una cultura della qualità nell'organizzazione.
Tra i valori guida vi sono: 
- l'attenzione al cliente,
- l'aumento di responsabilità dei collaboratori e il miglioramento continuo (introduzione di team e gruppi di lavoro per la soluzione dei problemi, con il miglioramento costante dei prodotti e dei servizi),
- il miglioramento del processo produttivo con metodi rigorosi di controllo statistico (non selezionando i fornitori in base al prezzo, ma facendo formazione sul campo)
- la ridefinizione del ruolo della supervisione con il fine  di migliorare il sistema, aiutando il lavoro di macchine e persone (dando ai supervisori la possibilità di indicare al management i problemi da eliminare).

Altri aspetti importanti: 
- i dipendenti devono sentirsi liberi di fare domande e di mettere in discussione i metodi di lavoro,
- lavorare in squadra nell'interesse dell'azienda, eliminando la concorrenza interna.

## Gli strumenti
Uno dei concetti di base della qualità totale è che ogni analisi della situazione ed ogni azione di miglioramento deve essere basata su dati oggettivi, e non su sensazioni, in modo da poter comprendere e misurare il fenomeno e valutarne quindi l'effettivo miglioramento o meno. Sulla base di questo principio, la qualità totale fa largo uso degli strumenti della statistica, quali:
- la raccolta dati, la loro analisi e la loro stratificazione
- i diagrammi di correlazione e gli altri tipi di rappresentazione
- le analisi di Pareto
- le carte di controllo

Dal punto di vista metodologico, invece, i principali concetti sono:
- il lavoro di routine quotidiano
- i diagrammi di causa-effetto
- il ciclo di Deming

I miglioramenti possono essere perseguiti o tramite azioni di miglioramento continuo, quindi con attività permanente, o mediante l'istituzione di specifici gruppi di progetto temporanei.